# الجمعية الوطنية (فنزويلا)
الجمعية الوطنية في فنزويلا (بالإسبانية: Asamblea Nacional) هي الهيئة التشريعية الخاصة بفنزويلا بحكم القانون. انتخبت للمرة الأولى عام 2000، وهي هيئة تتألف من توزيع متغير من الأعضاء يجري انتخاب قسم منهم عبر الانتخاب المباشر في مناطق التصويت بالولايات والقسم الآخر عبر التمثيل النسبي للقوائم الحزبية الخاصة بالولايات. وتتبع الجمعية الوطنية نظام الغرفة الواحدة. إن عدد مقاعد الجمعية ثابت لا يتغير حيث تنتخب كل ولاية ومنطقة العاصمة ثلاثة ممثلين بالإضافة إلى ناتج تقسيم مجموع عدد سكان الولاية على نسبة 1.1% من المجموع الكلي لعدد سكان البلاد.

## تاريخ التشريع
- 1961 الدستور

بموجب
تم انتخاب أعضاء مجلس النواب عن طريق الاقتراع العام المباشر، مع عودة كل ولاية لدولتين على الأقل. يجب أن يكون عمر النواب 21 سنة على الأقل.
ويقود كل من مجلس الشيوخ ومجلس النواب رئيس، ويقوم كل منهما بمهامه بمساعدة مجلس إداري.
- دستور 1999

انتخب الرئيس هوغو شافيز لأول مرة في كانون الأول / ديسمبر 1998 على
- أزمة دستورية 2017

في 4 أغسطس 2017، عقدت فنزويلا جمعية

## الهيكل والقوى
وبموجب الدستور البوليفاري الجديد لعام 1999، يمثل الفرع التشريعي للحكومة في فنزويلا جمعية وطنية ذات مجلس واحد . تتألف الجمعية من 165 نائبا (ديبوتادوس)، يتم انتخابهم عن طريق التصويت "العام المباشر. 

## النظام الانتخابي
في الانتخابات البرلمانية الفنزويلية، عام 2000، تم انتخاب الممثلين في إطار التمثيل النسبي للأعضاء المختلطين، مع انتخاب 60 ٪ في مقاطعات ذات مقعد واحد والباقي من خلال التمثيل النسبي للحزب المغلق .

## آخر انتخابات
انظر :
- الانتخابات البرلمانية الفنزويلية 2015
- الانتخابات الرئاسية الفنزويلية 2013
- الانتخابات الرئاسية الفنزويلية 2018

## وصلات خارجية
- الموقع الرسمي للجمعية الوطنية (بالإسبانية)
- دستور 1999 (ترجمة إنجليزية)